# الخرابه، هدهرامات
ال-خرابه، هدهرامات یک منطقهٔ مسکونی در یمن است که در استان حضرموت واقع شده‌است.